# Barak Peleg
Barak Peleg, en hébreu : ברק פלג, né le 16 juin 1972, à Lavi, en Israël, est un joueur et entraîneur israélien de basket-ball. Il évolue durant sa carrière aux postes d'arrière et d'ailier.